# Union nationale pour la démocratie et le progrès (Cameroun)
Pour les articles homonymes, voir Union nationale pour la démocratie et le progrès.
L'Union nationale pour la démocratie et le progrès (UNDP, en anglais : National Union for Democracy and Progress, NUDP) est un parti politique du Cameroun, fondé le 9 février 1991. Son leader est Bello Bouba Maigari, ancien premier ministre et actuellement membre du gouvernement. Il a pour emblème deux mains qui au centre d'un triangle sur fond blanc, représentant le Cameroun, se serrent : symbolisant ainsi la paix, la tolérance et la solidarité du peuple camerounais.

## Idéologie
L'UNDP prône le libéralisme démocratique et social. Elle encourage l'initiative privée et défend la justice sociale, elle œuvre également pour la consolidation de l'union des Camerounais : l'éducation civique et politique des populations.

## Représentation
Il dispose de sept sièges à l'Assemblée nationale, après les élections législatives de 2020.

## Les députés
Plusieurs députés ce sont succédé à l'assemblée nationale depuis 1992.
| Noms et prénoms                          | Fonction                                                                                   | Région       | Législature |
| ---------------------------------------- | ------------------------------------------------------------------------------------------ | ------------ | ----------- |
| André Théodore Abbo                      | Commission des affaires étrangères                                                         | Adamaoua     | 5è; 6è      |
| Inoua Mohamadou                          | Commission des affaires étrangères                                                         | Adamaoua     |             |
| Haïrou Irema                             | Commission des affaires étrangères                                                         | Adamaoua     |             |
| Adamou Nganda                            | Commission des Lois Constitutionnelles                                                     | Adamaoua     |             |
| Marie-Paule Adji                         | Commission des Lois Constitutionnelles                                                     | Adamaoua     | 5è; 6è      |
| Alim Garga Doussen                       | Commission des Lois Constitutionnelles                                                     | Adamaoua     |             |
| Pierre Hélé                              | Commission des Lois Constitutionnelles                                                     | Adamaoua     | 6è          |
| Hamadou Nana                             | Commission des Lois Constitutionnelles                                                     | Adamaoua     | 6è          |
| Ousmanou Issa                            | Commission des Finances                                                                    | Adamaoua     |             |
| Mohamadou Djafarou                       | Commission des Finances                                                                    | Adamaoua     |             |
| Mohamadou Ahidjo                         | Commission des Finances                                                                    | Adamaoua     | 8è          |
| Catche Mohamadou Bakoura                 | Commission de l'Education                                                                  | Adamaoua     |             |
| Théophile Makken                         | Commission de l'Education                                                                  | Adamaoua     |             |
| Aissatou Ladi Sissinvou                  | Commission de l'Education                                                                  | Adamaoua     |             |
| Malloum Hamadou                          | Commission de l'Education                                                                  | Adamaoua     | 6è          |
| Abdouramani Mamoudou                     | Commission de l'Education                                                                  | Adamaoua     | 6è          |
| Adji Amadou                              | Commission de l'Education                                                                  | Adamaoua     | 8è          |
| Bobodji Hamadou                          | Commission de la Production                                                                | Adamaoua     | 6è          |
| Nana Koulagna                            | Commission de la Production                                                                | Nord         | 5è          |
| Amadou Mohaman                           | Commission de la Production                                                                | Nord         | 6è, 7è, 9è  |
| Saly Abdouraman Abassi                   | Commission de la Production                                                                | Nord         | 6è          |
| Amadou Bakary Gouroudja                  | Commission des Résolutions                                                                 | Nord         | 5è, 8è      |
| Mohamadou Abbo                           | Commission des Résolutions                                                                 | Nord         | 5è, 8è      |
| Alim Abba                                | Commission des Résolutions                                                                 | Nord         | 9è          |
| Daouda Haman Adama                       | Commission des Lois Constitutionnelles                                                     | Nord         | 5è          |
| Bello Bouba Maïgari                      | Commission des Lois Constitutionnelles                                                     | Nord         | 6è          |
| Ahiwa Oumarou                            | Commission des Finances                                                                    | Nord         | 5è          |
| Sadou Madi                               | Commission des Affaires Etrangères                                                         | Nord         | 5è          |
| Bobbo Ibrahima                           | Commission des Affaires Etrangères                                                         | Nord         | 10è         |
| Douvaouissa Aissa Hamadi                 | Commission des affaires culturelles, sociales et familiales                                | Nord         | 9è, 10è     |
| Oumoul Koultchoumi épse Ahidjo Mohamadou | Commission des finances et du budget                                                       | Nord         | 9è, 10è     |
| Oumarou Moumouni                         | Commission des Affaires Etrangères                                                         |              | 10è         |
| Rose Abunaw Agbor                        | Commission des Finances                                                                    | Sud-Ouest    | 5è          |
| Alfred Egbe Besong                       | Commission des Finances                                                                    | Sud-Ouest    | 5è          |
| John Ategwa                              | Commission des Résolutions                                                                 | Sud-Ouest    | 5è          |
| Besingui Ben Munyelle                    | Commission des Résolutions                                                                 | Sud-Ouest    | 5è          |
| Augustine Forsac Fonge                   | Commission des Lois Constitutionnelles                                                     | Sud-Ouest    | 5è          |
| Christopher Ntae                         | Commission des Lois Constitutionnelles                                                     | Sud-Ouest    | 5è          |
| Ewanoge Nzenze                           | Commission des Lois Constitutionnelles                                                     | Sud-Ouest    | 5è          |
| Elisabeth Mokeba Namondo                 | Commission de la production                                                                | Sud-Ouest    | 5è          |
| Mokube John Esseini                      | Commission de l'Education                                                                  | Sud-Ouest    | 5è          |
| Raymon Mengolo Avomo                     | Commission de l'Education                                                                  | Sud-Ouest    | 5è          |
| Joseph Ouei Nakeba                       | Commission des Affaires Etrangères                                                         | Sud-Ouest    | 5è          |
| Sona Elongue                             | Commission des Affaires Etrangères                                                         | Sud-Ouest    | 5è          |
| Aboubakar Oumarou Bongo                  | Commission de l'Education                                                                  | Extrême-Nord | 5è          |
| Abdoulaye Amadou                         | Commission de la Production                                                                | Extrême-Nord | 5è          |
| Parfait Gorssou                          | Commission de la Production                                                                | Extrême-Nord | 5è          |
| Bouba Hamtchey                           | Commission de la Production                                                                | Extrême-Nord | 5è          |
| Paul Badama                              | Commission de la Production                                                                | Extrême-Nord | 8è          |
| Seni Kodji                               | Commission des Résolutions                                                                 | Extrême-Nord | 5è          |
| Boubakary Pay                            | Commission des Résolutions                                                                 | Extrême-Nord | 5è          |
| Abdoulaye Kouila                         | Commission des Finances                                                                    | Extrême-Nord | 5è          |
| Sadi Nguidam                             | Commission des Finances                                                                    | Extrême-Nord | 5è          |
| Babarey Hamadou Bilali                   | Commission des Affaires Etrangères                                                         | Extrême-Nord | 5è          |
| Adji Amadou                              | Commission de l'Education                                                                  | Extrême-Nord | 8è          |
| Richard Bintcha                          | Commission des finances                                                                    | Littoral     | 5è          |
| Samuel Py Dipoko Dipoko                  | Commission des Résolutions                                                                 | Littoral     | 5è          |
| Issoufou Damouna Mohamed                 | Commission des Affaires Etrangères                                                         | Littoral     | 5è          |
| Jonas Ntetmen                            | Commission de la Production                                                                |              |             |
| René Bomokou Nkono                       | Commission des Finances                                                                    | Est          | 5è; 6è      |
| Gabriel Mendjang                         | Commission de l'Education                                                                  | Est          | 5è          |
| Marcel Goutalo                           | Commission des Lois Constitutionnelles                                                     | Est          | 5è          |
| Léopold Olivier Mossadikou               | Commission des Affaires Etrangères                                                         | Est          | 5è          |
| Abbo Aminatou                            | Commission des affaires économiques, de la programmation et de l’aménagement du territoire | Est          | 10è         |
| Gaston Essoue Ngang                      | Commission des Résolutions                                                                 | Ouest        | 5è          |
| Mathias Kanouwo                          | Commission des Résolutions                                                                 | Ouest        | 5è          |
| François Bruneau Kuete                   | Commission des Résolutions                                                                 | Ouest        | 5è          |
| Raphaël Mowou                            | Commission des Résolutions                                                                 | Ouest        | 5è          |
| Pierre Jaze                              | Commission de la Production                                                                | Ouest        | 5è          |
| Luc Pascal Somo Toukam                   | Commission de la Production                                                                | Ouest        | 5è          |
| François Fongang                         | Commission de l'éducation                                                                  | Ouest        | 5è          |
| Monika Mbibowo                           | Commission de l'éducation                                                                  | Ouest        | 5è          |
| Salomon Moungoué                         | Commission de l'éducation                                                                  | Ouest        | 5è          |
| Joséphine Nguetti                        | Commission des Affaires Etrangères                                                         | Ouest        | 5è          |
| Gregoire Magellan Samogo                 | Commission des Affaires Etrangères                                                         | Ouest        | 5è          |
| Bruno Saho Douanla                       | Commission des Finances                                                                    | Ouest        | 5è          |
| Moïse Keutcha                            |                                                                                            | Ouest        | 5è          |
| Damien Mpele Nguile                      | Commission de l'Education                                                                  | Centre       | 5è          |
| Salomon Ngbwa                            | Commission de la Production                                                                | Sud          | 5è          |
| Alhadji Yaouba                           |                                                                                            | Sud          | 10è         |